# Units in the City
Units in the City è il primo e unico album in studio del rapper statunitense Shawty Lo, pubblicato nel 2008.

## Tracce
1. 100,000 – 3:39
2. Dey Know – 3:15
3. Dunn Dunn – 3:17
4. Foolish – 3:53
5. Let's Get It (feat. DG Yola) – 4:15
6. Feels Good to Be Here – 3:34
7. Ain't Tellin' You (feat. Phace Baity) – 2:58
8. Cut the Check (feat. Lil Mark & Braski) – 3:26
9. GA Lotto – 3:10
10. That's Shawty Lo – 3:32
11. Easily I Approach – 3:19
12. Live My Life (feat. Born Immaculate & Kool Ace) – 2:46
13. Got 'Em 4 the Lo (feat. Gucci Mane & Stuntman) – 3:22
14. Count on Me (feat. Miss T) – 3:18
15. We Gon Ride (feat. Mook B, G-Child, Stuntman, Lil Mark & 40) – 3:16